# 日本イノベーター大賞
日本イノベーター大賞（にほんイノベーターたいしょう）は、日経BPが2002年から新しい産業やビジネスモデル、将来を支える新技術、世界に通じる新しい価値を作り上げたことによって、今の日本に活気をもたらした人物に贈られる賞。
2019年1月に発表され、2月に授賞式が行われた第17回を最後に、以降は実施されていない。

## 歴代受賞者

### 2002年（第1回）
- 大賞：鈴木敏夫（スタジオジブリプロデューサー）
- 優秀賞：郡山竜（アプリックス代表取締役社長）
- 優秀賞：京塚光司（イー・エス・アイ代表取締役社長）
- 特別賞：田中耕一（島津製作所フェロー）

### 2003年（第2回）
- 大賞：飯島澄男（NEC特別主席研究員）
- 大賞：坂村健（東京大学教授）
- 優秀賞：山田眞次郎（インクス代表取締役社長）

### 2004年（第3回）
- 大賞：三木谷浩史（楽天代表取締役社長）
- 優秀賞：上田泰己（理化学研究所チームリーダー)
- 優秀賞：浅川智恵子（日本IBM東京基礎研究所主任研究員）
- 特別賞：田中良和（サントリー先進技術応用研究所シニアスペシャリスト）
- ジャパンクール賞：三村仁司（アシックスグランドマイスター）
- ジャパンクール賞：草彅剛（ジャニーズ事務所）

### 2005年（第4回）
- 大賞：伊賀章（ソニー情報技術研究所長）
- 優秀賞：大平貴之（メガスター代表取締役社長）
- ジャパンクール賞：岡野雅行（岡野工業代表取締役社長）
- ジャパンクール賞：パフィー（ソニーミュージック事務所）

### 2006年（第5回）
- 大賞：小菅正夫（旭山動物園園長）
- 優秀賞：上野隆司（スキャンポ・ファーマシューティカルズCEO）
- 優秀賞：山海嘉之（筑波大学大学院教授）

### 2007年（第6回）
- 大賞：野尻知里（テルモハート社長兼CEO）
- 優秀賞：原昌宏（デンソーウェーブ自動認識事業部事業開発室主幹）
- 優秀賞：千賀邦行（パイロットインキ商品開発部課長第2開発部主査）

### 2008年（第7回）
- 大賞：枋迫篤昌（マイクロファイナンス インターナショナル コーポレーション社長兼CEO）
- 優秀賞：伊藤高明（住友化学農業化学部門主幹）
- 優秀賞：黒田義光（ファインパーツ代表取締役社長）

### 2009年（第8回）
- 大賞：まつもとゆきひろ（Rubyアソシエーション理事長）
- 優秀賞：雨宮清（山梨日立建機代表取締役社長）
- 優秀賞：三木康弘（阿波製紙代表取締役社長）
- 日経ビジネス創刊40周年特別賞：奥山清行（KEN OKUYAMA DESIGN代表）

### 2010年（第9回）
- 大賞：川口淳一郎（宇宙航空研究開発機構宇宙科学研究所宇宙航行システム研究系教授）
- 優秀賞：佐藤謙一（住友電気工業フェロー、同社材料技術研究開発本部技師長）
- 優秀賞：平賀督基（モルフォ代表取締役社長）
- 特別賞：大山泰弘（日本理化学工業会長）

### 2011年（第10回）
- 大賞：若林克彦（ハードロック工業代表取締役社長）
- 優秀賞：スーパーコンピュータ京開発チーム（富士通次世代テクニカルコンピューティング開発本部長　井上愛一郎）
- 優秀賞：小暮真久（TABLE FOR TWO International代表）
- 特別賞：佐々木則夫（サッカー女子日本代表監督）

### 2012年（第11回）
- 大賞：東レ複合材料研究所（研究所所長：北野彰彦）
- 優秀賞：松岡俊和（北九州市環境局環境未来都市担当理事）
- 優秀賞：谷島賢（イーグルバス代表取締役社長）
- 特別賞：尾上誠蔵（NTTドコモ取締役常務執行役員研究開発センター所長）

### 2013年（第12回）
- 大賞：森川亮（LINE代表取締役社長）
- 優秀賞：細野秀雄（東京工業大学教授）
- 優秀賞：小田兼利（日本ポリグル会長）
- 特別賞：塚本勝巳（日本大学教授）

### 2014年（第13回）
- 大賞：藤野道格（ホンダ エアクラフト カンパニー代表取締役社長）
- 優秀賞：桜井博志（旭酒造代表取締役社長）
- 優秀賞：杉江理（WHILL最高経営責任者）
- 特別賞：西森秀稔（東京工業大学教授）
- 日経ビジネス創刊45周年記念特別賞：塩崎均（近畿大学学長）／宮下盛（近畿大学水産研究所長）

### 2015年（第14回）
- 大賞：齊藤元章（PEZY Computing代表取締役社長）
- 優秀賞：前田佳宏（リンカーズ代表取締役社長）
- 優秀賞：道脇裕（NejiLaw代表取締役社長）
- 特別賞：谷口恒（ゼットエムピー代表取締役社長）
- ソフトパワー賞：中川悠介（アソビシステム代表取締役社長）

### 2016年（第15回）
- 大賞：市川和弘（セイコーエプソンペーパーラボ事業推進プロジェクト部長）
- 優秀賞：阪根信一（セブン・ドリーマーズ・ラボラトリーズ代表取締役社長）
- 優秀賞：中川淳（中川政七商店代表取締役社長）
- 特別賞：菅裕明（東京大学大学院理学系研究科教授）
- ソフトパワー賞：石原恒和（ポケモン代表取締役社長）／ジョン・ハンケ（Niantic, Inc.CEO）

### 2017年（第16回）
- 大賞：山田進太郎（メルカリ代表取締役会長兼CEO）
- 優秀賞：川本栄一（川本技術研究所代表取締役社長）
- 優秀賞：長沼真太郎（BAKE代表取締役会長）
- 特別賞：仲本千津（RICCI EVERYDAY代表取締役COO）
- ソフトパワー賞：古屋雄作（脚本家）

### 2018年（第17回）
- 大賞：金井政明（良品計画代表取締役会長兼執行役員）[2]
- 日経ビジネス賞：関家一馬（ディスコ代表取締役社長 最高経営責任者〈CEO〉）
- 日経ビジネス50周年特別賞：松本恭攝（ラクスル代表取締役社長CEO）
- 日経xTECH（クロステック）賞：島正博（島精機製作所代表取締役会長）
- 日経クロストレンド賞：キズナアイ（VTuber、代理人：大坂武史〈Activ8代表取締役〉）
- 日経ビジネスRaise賞：小林晋也（ファームノート代表取締役）